# The Spirit Winds
 (septembre 2013).
Albums de Buckethead
The Boiling Pond
(2013) Teeter Slaughter
(2013)
The Spirit Winds est le 47e album de Buckethead et le 17e volume de la série « Buckethead Pikes ». Il fut annoncé le 2 juin pour une sortie le 2 juillet 2013 en version limitée consistant d'un album à pochette vierge dédicacée par Buckethead.
Le 25 janvier 2014, une version numérique est mise à disposition et possède maintenant une pochette, des titres de piste et un titre d'album.
Une version standard a été annoncée, mais n'est toujours pas disponible.

## Liste des titres
| 1.    | The Spirit Winds | 25:03 |
| 2.    | Petal            | 1:43  |
| 3.    | Frog Charmer     | 1:33  |
| 4.    | The Pier         | 0:55  |
| 5.    | Cab Window       | 1:37  |
| 30:51 |                  |       |